# Diaphananthe dorotheae
Diaphananthe dorotheae är en orkidéart som först beskrevs av Alfred Barton Rendle, och fick sitt nu gällande namn av Victor Samuel Summerhayes. Diaphananthe dorotheae ingår i släktet Diaphananthe och familjen orkidéer. Inga underarter finns listade i Catalogue of Life.